# Gmina Szczebrzeszyn
Die Gmina Szczebrzeszyn [ʃtʃɛ'bʒɛʃɨn] anhörenⓘ ist eine Stadt-und-Land-Gemeinde im Powiat Zamojski der Woiwodschaft Lublin in Polen. Ihr Sitz ist die gleichnamige Stadt mit etwa 5150 Einwohnern.

## Geographie
Szczebrzeszyn liegt am Fluss Wieprz an der Straße von Kielce zur ukrainischen Grenze.

## Geschichte
Von 1975 bis 1998 gehörte die Gemeinde zur Woiwodschaft Zamość.

## Gliederung
Die Stadt-und-Land-Gemeinde Szczebrzeszyn besteht neben der namensgebenden Stadt aus den 13 Schulzenämtern:
Bodaczów, Brody Duże, Brody Małe, Kawęczyn, Kawęczynek, Kolonia Lipowiec, Kolonia Niedzieliska, Niedzieliska, Kąty I, Kąty II, Wielącza Kolonia, Wielącza Poduchowna und Wielącza Wieś.
Weitere Orte der Gemeinde sind Czarny Wygon und Wymysłówka.